# Louis François Clairville

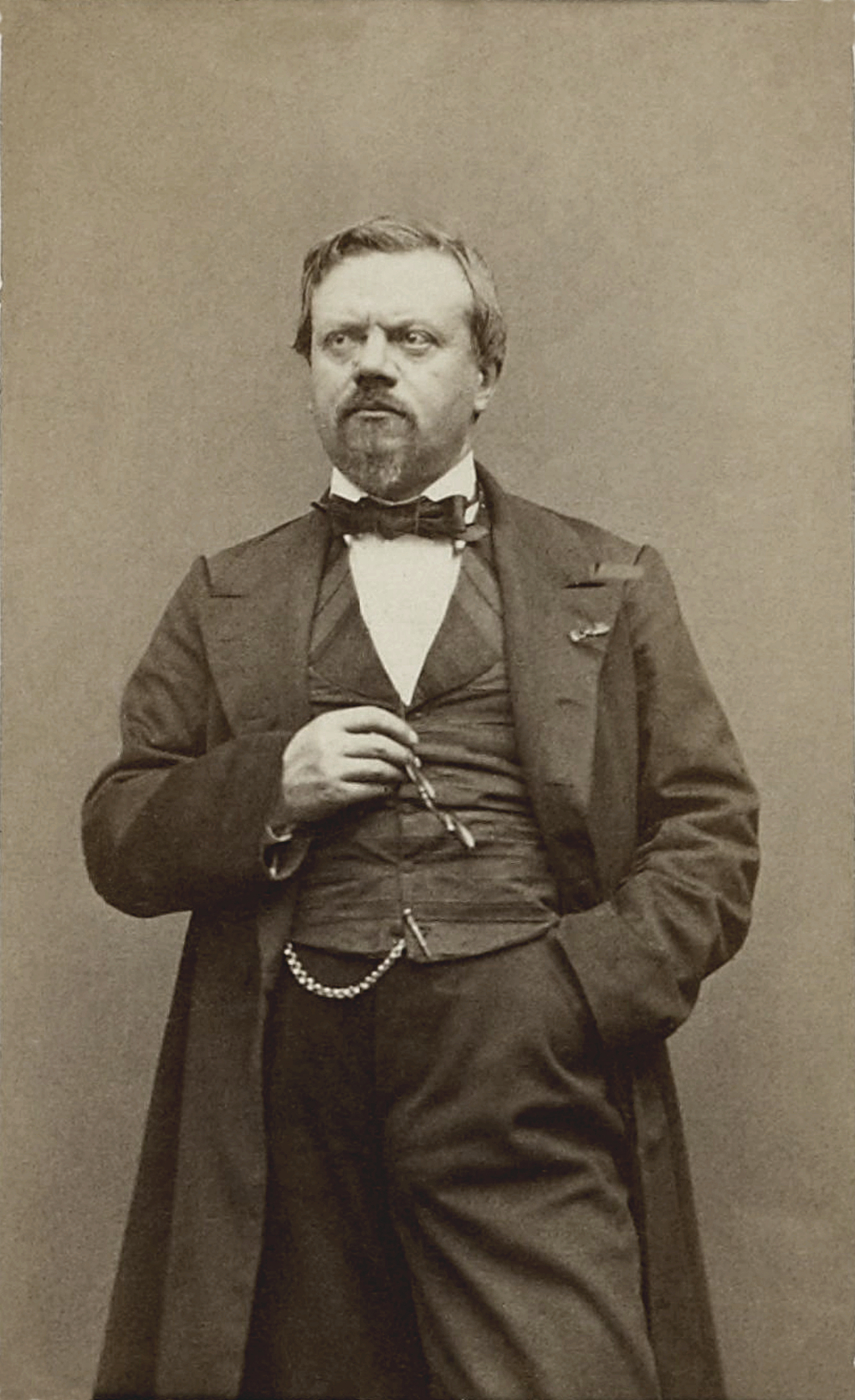
Clairville. Foto: Étienne Carjat.

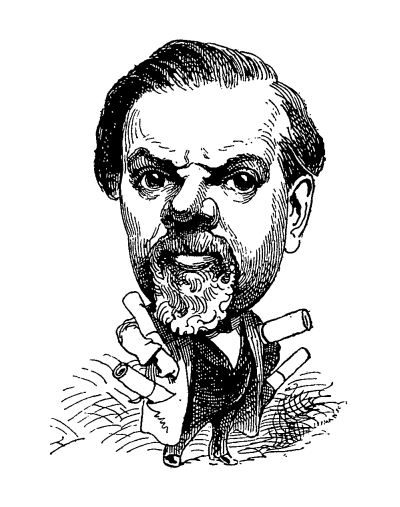
Louis François Clairville

Louis François Clairville (* 28. Januar 1811 in Lyon; † 7. Februar 1879 in Paris), eigentlich Louis François Nicolaie, war ein französischer Bühnenautor und Librettist.

## Leben
Seine Werke sind sämtlich dem Vaudeville zuzuordnen und enthalten zahlreiche Anspielungen, Parodien, Kalauer und Couplets. In Nachschlagewerken des 19. Jahrhunderts wird Clairville als das „Vorbild der Berliner Possendichter“ bezeichnet.
Clairville schrieb unter anderem die Libretti zu den Operetten Daphnis et Chloë von Jacques Offenbach und La fille de Madame Angot (deutsch: Mamsell Angot, die Tochter der Halle) von Charles Lecocq sowie Feerien wie Les sept châteaux du diable, Cendrillon und La lanterne magique.